# Campionati oceaniani di atletica leggera 2017
I XVI campionati oceaniani di atletica leggera si sono svolti a Suva, nelle Figi, dal 28 giugno al 1º luglio presso lo Stadio ANZ. Gli atleti hanno gareggiato in 44 specialità, 23 maschili, 20 femminili e una mista. Le gare in programma della marcia 5000 metri, marcia 10 000 metri e 3000 metri siepi femminili non si sono svolte per mancanza di atlete iscritte.
Durante la manifestazione si sono tenute anche gare per le categorie under 18, under 20 e master, oltre ad alcune gare di atletica leggera paralimpica.

## Nazioni partecipanti
Hanno preso parte a questi campionati 21 nazioni e una squadra regionale dell'Australia che ha gareggiato indipendentemente rispetto alla nazionale di appartenenza. 
- Australia
  - / Australia settentrionale
- Figi
- Guam
- Isole Cook
- Isole Marianne Settentrionali
- Isole Marshall
- Isola Norfolk
- Isole Salomone
- Kiribati
- Micronesia

- Nauru
- Nuova Caledonia
- Nuova Zelanda
- Palau
- Papua Nuova Guinea
- Polinesia francese
- Samoa
- Samoa Americane
- Tonga
- Tuvalu
- Vanuatu

## Risultati

### Uomini
| Specialità | Oro                                                                      | Prestazione            | Argento                                                                         | Prestazione            | Bronzo                                                                     | Prestazione            |
| Corse piane |                                                                          |                        |                                                                                 |                        |                                                                            |                        |
| 100 m | Jeremy Dodson                                                            | 10"86                  | Nazmie Lee Marai                                                                | 10"88                  | Jonty Flottmann                                                            | 10"99                  |
| 200 m | Jeremy Dodson                                                            | 20"80                  | Nazmie Lee Marai                                                                | 21"64                  | Wesley Logorava                                                            | 21"77                  |
| 400 m | Murray Goodwin                                                           | 47"53                  | Samuela Railoa                                                                  | 48"16                  | Theo Piniau                                                                | 48"49                  |
| 800 m | Alain Dutton                                                             | 1'56"06                | Martin Orovo                                                                    | 1'57"21                | Alex Beddoes                                                               | 2'01"46                |
| 1 500 m | Alain Dutton                                                             | 4'16"20                | George Yamak                                                                    | 4'17"28                | Martin Orovo                                                               | 4'21"71                |
| 5 000 m | Simbai Kaspar                                                            | 15'50"25               | Patrick Kam                                                                     | 16'04"12               | Liam Woollett                                                              | 16'09"59               |
| 10 000 m | Avikash Lal                                                              | 33'16"04               | Patrick Kam                                                                     | 33'46"88               | Simbai Kaspar                                                              | 33'56"83               |
| Marcia 5 000 m | Medaglie non assegnate                                                   | Medaglie non assegnate | Medaglie non assegnate                                                          | Medaglie non assegnate | Medaglie non assegnate                                                     | Medaglie non assegnate |
| Marcia 10 000 m | Pramesh Prasad                                                           | 1h06'53"42             | Medaglie non assegnate                                                          | Medaglie non assegnate | Medaglie non assegnate                                                     | Medaglie non assegnate |
| Corse a ostacoli |                                                                          |                        |                                                                                 |                        |                                                                            |                        |
| 110 m hs | Terrell Mckenzie                                                         | 14"77                  | Talatala Po'oi                                                                  | 15"51                  | Kolone Alefosio                                                            | 15"78                  |
| 400 m hs | Ephraim Lerkin                                                           | 51"71                  | Mowen Boino                                                                     | 53"57                  | Harrison Roubin                                                            | 54"25                  |
| 3 000 m siepi | Atama Vunibola                                                           | 11'15"27               | Medaglie non assegnate                                                          | Medaglie non assegnate | Medaglie non assegnate                                                     | Medaglie non assegnate |
| Salti |                                                                          |                        |                                                                                 |                        |                                                                            |                        |
| Salto con l'asta | Caihe Caihe                                                              | 3,80 m                 | Medaglie non assegnate                                                          | Medaglie non assegnate | Medaglie non assegnate                                                     | Medaglie non assegnate |
| Salto in alto | Malakai Kaiwalu                                                          | 2,04 m                 | Sebastian Gray                                                                  | 1,98 m                 | Meli Kolanavanua                                                           | 1,90 m                 |
| Salto in lungo | Isireli Bulivorovoro                                                     | 7,28 m                 | Sam Toleman                                                                     | 7,14 m                 | Waisale Dausoko                                                            | 7,00 m                 |
| Salto triplo | Peniel Richard                                                           | 14,56 m                | Kalaveti Mokosiro                                                               | 13,66 m                | Andrew Allan                                                               | 13,30 m                |
| Lanci |                                                                          |                        |                                                                                 |                        |                                                                            |                        |
| Getto del peso | Mustafa Fall                                                             | 15,68 m                | Debono Paraka                                                                   | 15,64 m                | Jean Paul Vehikite                                                         | 13,10 m                |
| Lancio del disco | Alexander Rose                                                           | 61,12 m                | Mustafa Fall                                                                    | 45,86 m                | Debono Paraka                                                              | 44,40 m                |
| Lancio del martello | Ram Abhineet                                                             | 55,17 m                | Debono Paraka                                                                   | 39,45 m                | Medaglia non assegnata                                                     | Medaglia non assegnata |
| Lancio del giavellotto | Ben Langton Burnell                                                      | 78,10 m                | Alex Wood                                                                       | 65,79 m                | Pita Tamani                                                                | 65,10 m                |
| Prove multiple |                                                                          |                        |                                                                                 |                        |                                                                            |                        |
| Decathlon | Max Attwell                                                              | 6975 p.                | Martin Clark                                                                    | 6171 p.                | Matthew Wecker                                                             | 6031 p.                |
| Staffette |                                                                          |                        |                                                                                 |                        |                                                                            |                        |
| 4×100 m | Australia Sam Toleman Jonty Flottmann Terrell Mckenzie Nicholas Bate     | 41"51                  | Papua Nuova Guinea Nelson Stone Nazmie Lee Marai Wesley Logorava Charles Livuan | 41"87                  | Samoa Shu Peng Ah Vui Quinton Dodson Joseph Paletasala Jeremy Dodson       | 41"88                  |
| 4×400 m | Figi Emosi Sukanaivalu Kemeli Sauduadua Sailosi Tubuilagi Samuela Railoa | 3'17"83                | Papua Nuova Guinea Emmanuel Wanga Peniel Joshua Ephraim Lerkin Kaminiel Matlaun | 3'18"30                | Tonga Heamatangi Tu'ivai Fine Tokai Larry Sulunga Ronald Lawrence Fotofili | 3'22"40                |
| record mondiale; record mondiale stagionale; record oceaniano; record dei campionati; record nazionale; record personale; record personale stagionale. |                                                                          |                        |                                                                                 |                        |                                                                            |                        |

### Donne
| Specialità | Oro                                                                        | Prestazione | Argento                                                                   | Prestazione | Bronzo                                                                              | Prestazione            |
| Corse piane |                                                                            |             |                                                                           |             |                                                                                     |                        |
| 100 m | Toea Wisil                                                                 | 11"63       | Morgan Gaffney                                                            | 12"24       | Jessica Peris                                                                       | 12"27                  |
| 200 m | Toea Wisil                                                                 | 23"24       | Larissa Pasternatsky                                                      | 23"56       | Jessica Peris                                                                       | 24"06                  |
| 400 m | Jessica Haig                                                               | 57"70       | Shirley Vunatup                                                           | 58"35       | Elenani Tinai                                                                       | 58"70                  |
| 800 m | Keely Waters                                                               | 2'12"49     | Tia Brady                                                                 | 2'13"38     | Poro Gahekave                                                                       | 2'20"71                |
| 1 500 m | Hannah Miller                                                              | 4'36"07     | Audrey Hall                                                               | 4'43"54     | Poro Gahekave                                                                       | 4'47"26                |
| 5 000 m | Hannah Miller                                                              | 17'08"47    | Audrey Hall                                                               | 17'29"15    | Sharon Firisua                                                                      | 18'08"05               |
| 10 000 m | Sharon Firisua                                                             | 37'54"60    | Dianah Matekali                                                           | 39'47"00    | Sophie Bouchonnet                                                                   | 39'56"76               |
| Corse a ostacoli |                                                                            |             |                                                                           |             |                                                                                     |                        |
| 100 m hs | Ashleigh Sando                                                             | 14"37       | Summer Johnson                                                            | 14"57       | Carla Takchi                                                                        | 14"82                  |
| 400 m hs | Raylyne Kanam                                                              | 1'05"40     | Trudy Davidson                                                            | 1'07"35     | Ariana Blackwood                                                                    | 1'07"96                |
| Salti |                                                                            |             |                                                                           |             |                                                                                     |                        |
| Salto con l'asta | Jamie Scroop                                                               | 4,00 m      | Katherine Iannello                                                        | 3,60 m      | Medaglia non assegnata                                                              | Medaglia non assegnata |
| Salto in alto | Rellie Kaputin                                                             | 1,65 m      | Rosalia Raqato                                                            | 1,56 m      | Nanise Tavisa                                                                       | 1,53 m                 |
| Salto in lungo | Rellie Kaputin                                                             | 5,86 m      | Jessie Harper                                                             | 5,75 m      | Ashleigh Sando                                                                      | 5,66 m                 |
| Salto triplo | Rellie Kaputin                                                             | 13,05 m     | Allison Nankivell                                                         | 12,91 m     | Anna Thomson                                                                        | 12,51 m                |
| Lanci |                                                                            |             |                                                                           |             |                                                                                     |                        |
| Getto del peso | Maddison-Lee Wesche                                                        | 15,27 m     | Ashley Bologna                                                            | 14,68 m     | 'Ata Maama Tu'utafaiva                                                              | 14,07 m                |
| Lancio del disco | Patria Vaimaona                                                            | 45,48 m     | Tereapii Tapoki                                                           | 44,83 m     | Falakika Fakate                                                                     | 41,68 m                |
| Lancio del martello | / Mikayla Horan                                                            | 46,63 m     | Emma Werner                                                               | 44,80 m     | Coranne Truques                                                                     | 43,72 m                |
| Lancio del giavellotto | Linda Selui                                                                | 47,29 m     | Sharon Toako                                                              | 43,54 m     | Elena Caucau                                                                        | 40,27 m                |
| Prove multiple |                                                                            |             |                                                                           |             |                                                                                     |                        |
| Eptathlon | Adrine Monagi                                                              | 4639 p.     | Ariana Blackwood                                                          | 4369 p.     | Vicky Clark                                                                         | 4136 p.                |
| Staffette |                                                                            |             |                                                                           |             |                                                                                     |                        |
| 4×100 m | Australia Summer Johnson Jessica Peris Morgan Gaffney Larissa Pasternatsky | 46"26       | Figi Laisani Moceisawana Makereta Naulu Elenoa Sailosi Younis Bese        | 47"88       | / Australia settentrionale Mikielee Snow Emily Dixon Natasha Rudder Kayla Montagner | 49"07                  |
| 4×400 m | Australia Tia Brady Trudy Davidson Hannah Cox Jessica Haig                 | 3'56"86     | Papua Nuova Guinea Shirley Vunatup Nancy Malamut Leonie Beu Raylyne Kanam | 4'05"11     | Figi Maria Noela Elenani Tinai Tavenisa Senigacali Filomena Balobalo                | 4'19"87                |
| record mondiale; record mondiale stagionale; record oceaniano; record dei campionati; record nazionale; record personale; record personale stagionale. |                                                                            |             |                                                                           |             |                                                                                     |                        |

### Misti
| Specialità | Oro                                                                | Prestazione | Argento                                                             | Prestazione | Bronzo                                                                        | Prestazione |
| 4×400 m | Australia Carla Takchi Jordan Shelley Jessica Payne Murray Goodwin | 1'33"94     | Figi Laisani Moceisawana Aaron Powell Makereta Naulu Samuela Railoa | 1'35"78     | / Australia settentrionale Emily Dixon Jaqson Dagan Kayla Montagner Jay Stone | 1'38"76     |
| record mondiale; record mondiale stagionale; record oceaniano; record dei campionati; record nazionale; record personale; record personale stagionale. |                                                                    |             |                                                                     |             |                                                                               |             |

## Medagliere
| Posiz. | Nazione                    | Oro | Argento | Bronzo | Totale |
| ------ | -------------------------- | --- | ------- | ------ | ------ |
| 1      | Australia                  | 11  | 13      | 8      | 32     |
| 2      | Papua Nuova Guinea         | 10  | 12      | 7      | 29     |
| 3      | Figi                       | 8   | 6       | 7      | 21     |
| 4      | Nuova Zelanda              | 6   | 3       | 4      | 13     |
| 5      | Samoa                      | 3   | 0       | 2      | 5      |
| 6      | Nuova Caledonia            | 2   | 1       | 3      | 6      |
| 7      | Isole Salomone             | 1   | 3       | 1      | 5      |
| 8      | / Australia settentrionale | 1   | 0       | 2      | 3      |
| 9      | Samoa Americane            | 1   | 0       | 0      | 1      |
| 10     | Tonga                      | 0   | 1       | 2      | 3      |
| 11     | Isole Cook                 | 0   | 1       | 1      | 2      |
| 12     | Polinesia francese         | 0   | 0       | 1      | 1      |
| Totale | Totale                     | 43  | 40      | 38     | 121    |